# Pagney
Pagney település Franciaországban, Jura megyében. Lakosainak száma 385 fő (2022. január 1.). Pagney Sornay, Rouffange, Étrabonne, Jallerange és Vitreux községekkel határos.

## Népesség
A település népességének változása:
| Lakosok száma | 216  | 249  | 266  | 332  | 387  | 354  | 324  | 319  | 341  | 385  |
|               | 1968 | 1982 | 1990 | 2006 | 2013 | 2015 | 2017 | 2019 | 2020 | 2022 |